# Рейнольдс, Гленн
Гленн Харлан Рейнольдс (род. 1960) — американский юрист, профессор Теннессийского университета. Больше всего известен как автор Instapundit, одного из самых популярных политических блогов в мире (более 100 000 посещений в день).
Кроме того, Рейнольдс является постоянным автором статей в Popular Mechanics. Его статьи также публиковались в Forbes, New York Times, Washington Post, Wall Street Journal, и других изданиях.
На своем сайте Рейнольдс утверждает, что интересуется всем на свете, но основная область его интересов лежит в месте пересечения проблем развития высоких технологий и свободы личности. Большая часть его публикаций так или иначе затрагивает эти темы. Кроме того, Рейнольдс интересуется музыкой, в числе своих любимых групп называет Creedence Clearwater Revival.
По собственному утверждению, Рейнольдс является либертарианцем и трансгуманистом.